# Hr. Ms. Van Ghent (1926)
Lo Hr. Ms. Van Ghent fu un cacciatorpediniere della Koninklijke Marine olandese, entrato in servizio nel maggio 1928 come parte della classe Admiralen. Varato inizialmente con il nome di Hr. Ms. De Ruyter, cambiò designazione nel 1934 per lasciare il precedente nominativo a un nuovo incrociatore.
Attivo durante la seconda guerra mondiale, il cacciatorpediniere prestò servizio sul fronte del Pacifico combattendo durante la campagna delle Indie orientali olandesi, finendo però con il naufragare il 15 febbraio 1942 nello Stretto di Stolze.

## Storia

### Periodo interbellico

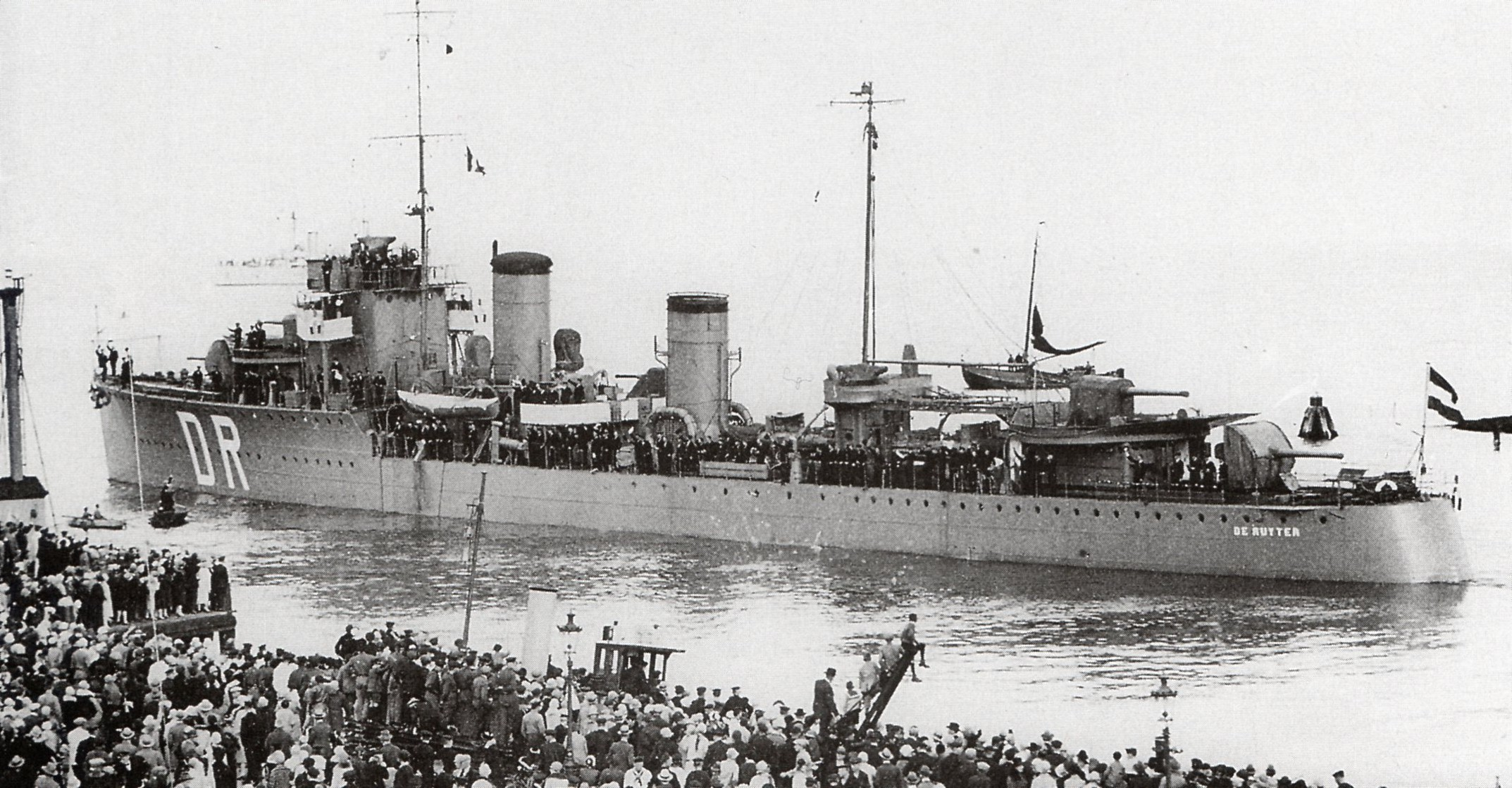
Il De Ruyter lascia Den Helder il 27 settembre 1928 per dirigere alla volta delle Indie orientali

Impostata nei cantieri della Koninklijke Maatschappij De Schelde di Flessinga il 21 agosto 1925, la nave venne varata il 23 ottobre 1926 inizialmente con il nome di Hr. Ms. De Ruyter in onore di Michiel de Ruyter, celebre ammiraglio olandese del XVII secolo; la nave entrò poi ufficialmente in servizio il 31 maggio 1928.
Come tutte le unità della sua classe, anche il De Ruyter fu destinato al presidio dei possedimenti coloniali dei Paesi Bassi e, il 27 settembre 1928, lasciò quindi il porto di Den Helder in coppia con il gemello Hr. Ms. Evertsen per dirigere alla volta delle Indie orientali olandesi; il cacciatorpediniere trascorse quindi il periodo interbellico impegnato in manovre di addestramento e missioni di pattugliamento nelle acque delle Indie olandesi, nonché in parate navali e visite di rappresentanza nei porti della regione.
Il 29 luglio 1929 il De Ruyter, unitamente all'incrociatore Hr. Ms. Java e al cacciatorpediniere Evertsen, fece da scorta al Maha Chakri, panfilo personale del re del Siam, durante una visita di questo al porto di Tanjung Priok; in seguito, le tre unità olandesi compirono una crociera di addestramento visitando Bangka, Belitung, le Isole Riau e il porto di Deli Serdang, per poi rientrare a Tanjung Priok dove il 31 agosto presero parte a una rivista navale in occasione del compleanno della Guglielmina dei Paesi Bassi
Il 1º ottobre 1934 la nave cambiò nome, al fine di lasciare la designazione di De Ruyter a un nuovo incrociatore in costruzione nei Paesi Bassi; il cacciatorpediniere assunse quindi il nuovo nome di Van Ghent in onore di Willem Joseph van Ghent, un altro celebre ammiraglio olandese del XVII secolo.

### La seconda guerra mondiale

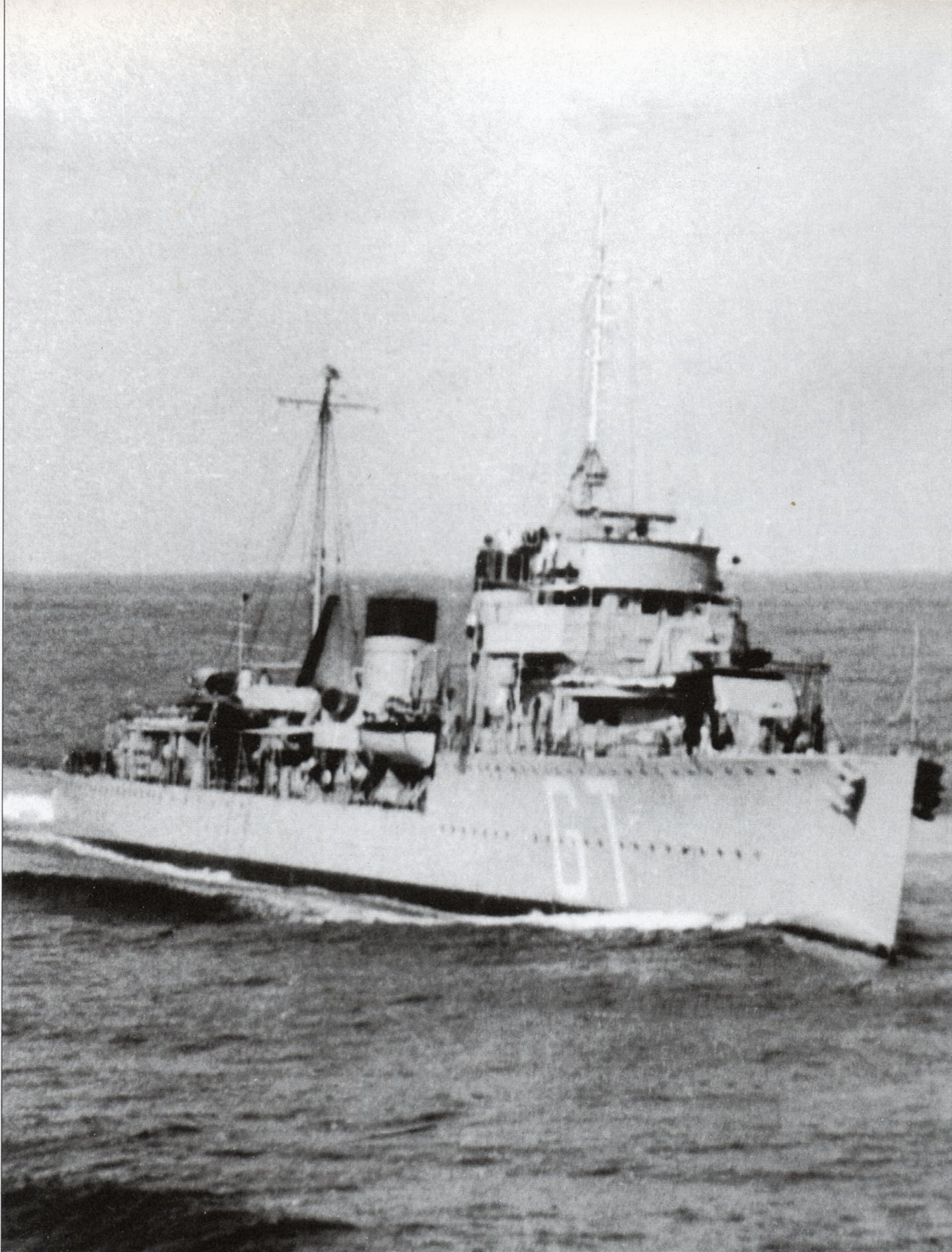
Il Van Ghent fotografato durante una manovra ad alta velocità

Il Van Ghent rimase dislocato nelle Indie orientali anche dopo l'avvio dell'invasione tedesca dei Paesi Bassi nel maggio 1940, fatto che trascinò il paese nella seconda guerra mondiale; la situazione bellica nelle Indie olandesi rimase priva di eventi di rilievo fino al dicembre 1941, quando l'Impero giapponese dichiarò guerra a Stati Uniti d'America, Regno Unito e Paesi Bassi avviando contestualmente le prime mosse per invadere i possedimenti olandesi nel Sud-est asiatico. Assegnato alle forze navali del neo-costituito comando inter-alleato dell'American-British-Dutch-Australian Command (ABDA Command), dall'inizio del 1942 il Van Ghent compì vari pattugliamenti delle acque del Mar di Giava alla ricerca di unità nemiche.
L'11 gennaio, in coppia con il cacciatorpediniere statunitense USS Paul Jones, il Van Ghent mosse in soccorso della nave da trasporto statunitense Liberty, silurata dal sommergibile giapponese I-66 nello Stretto di Lombok: i due cacciatorpediniere cercarono di prendere a rimorchio il trasporto per portarlo in salvo nel porto di Singaraja, ma questo finì infine con l'arenarsi lungo la costa di Bali dove poi affondò.
Nelle prime ore del 4 febbraio il Van Ghent fu aggregato a una forza navale congiunta olandese-statunitense forte di quattro incrociatori e altri sei cacciatorpediniere, salpata da Surabaya agli ordini del schout-bij-nacht (retroammiraglio) olandese Karel Doorman per compiere un'incursione mordi-e-fuggi nello Stretto di Makasar alla ricerca di navi giapponesi; la formazione fu avvistata da velivoli giapponesi quella stessa mattina, e fatta quindi oggetto di ripetuti attacchi aerei: la battaglia dello Stretto di Makassar si concluse quindi con una ritirata delle forze di Doorman, dopo che due incrociatori alleati ebbero riportato danni negli attacchi aerei. Rientrato a Tjilatjap per rifornirsi, il 9 febbraio il Van Ghent salpò nuovamente per unirsi agli incrociatori di Doorman impegnati a pattugliare lo Stretto della Sonda, ma accusò problemi alle macchine e dovette tornare indietro; il cacciatorpediniere si riunì al resto della formazione alleata l'11 febbraio successivo, pattugliando lo stretto fino al 12 febbraio quando le navi alleate diressero verso il porto di Oosthaven a Sumatra.
Nel pomeriggio del 14 febbraio Doorman portò la sua squadra, ora forte di cinque incrociatori e dieci cacciatorpediniere tra cui il Van Ghent, fuori da Oosthaven per compiere un'incursione mordi-e-fuggi nello Stretto di Gaspar, dove era stata segnalata la presenza di un convoglio giapponese contenente truppe d'invasione dirette a Palembang. Alle 03:15 del 15 febbraio la formazione alleata imboccò lo Stretto di Stolze tra le isole di Bangka e Belitung; in condizioni di pessima visibilità, il Van Ghent finì con il rimanere incagliato nel bassofondo di Bamidjo nella posizione 03° 05' S, 107° 21' E. Mentre il resto della formazione procedeva oltre, il cacciatorpediniere Hr. Ms. Banckert rimase ad assistere il Van Ghent, ma ogni tentativo di disincagliare l'unità si rivelò vano; evacuato tutto l'equipaggio e il materiale recuperabile, alle 17:00 il Banckert distrusse a cannonate il relitto del Van Ghent rientrando poi a Surabaya.